# Valle Stura di Demonte
La Valle Stura di Demonte è una valle del Piemonte che si sviluppa lungo il fiume Stura di Demonte, interamente compresa nella provincia di Cuneo, a cavallo tra le Alpi Marittime (in destra orografica) e le Alpi Cozie (in sinistra orografica): alla sua testata si trova il colle della Maddalena, importante valico stradale tra Italia e Francia che la collega con la Valle dell'Ubaye (Strada statale 21 della Maddalena per la parte italiana e Strada dipartimentale D900 per la parte francese).

## Caratteristiche

### Morfologia

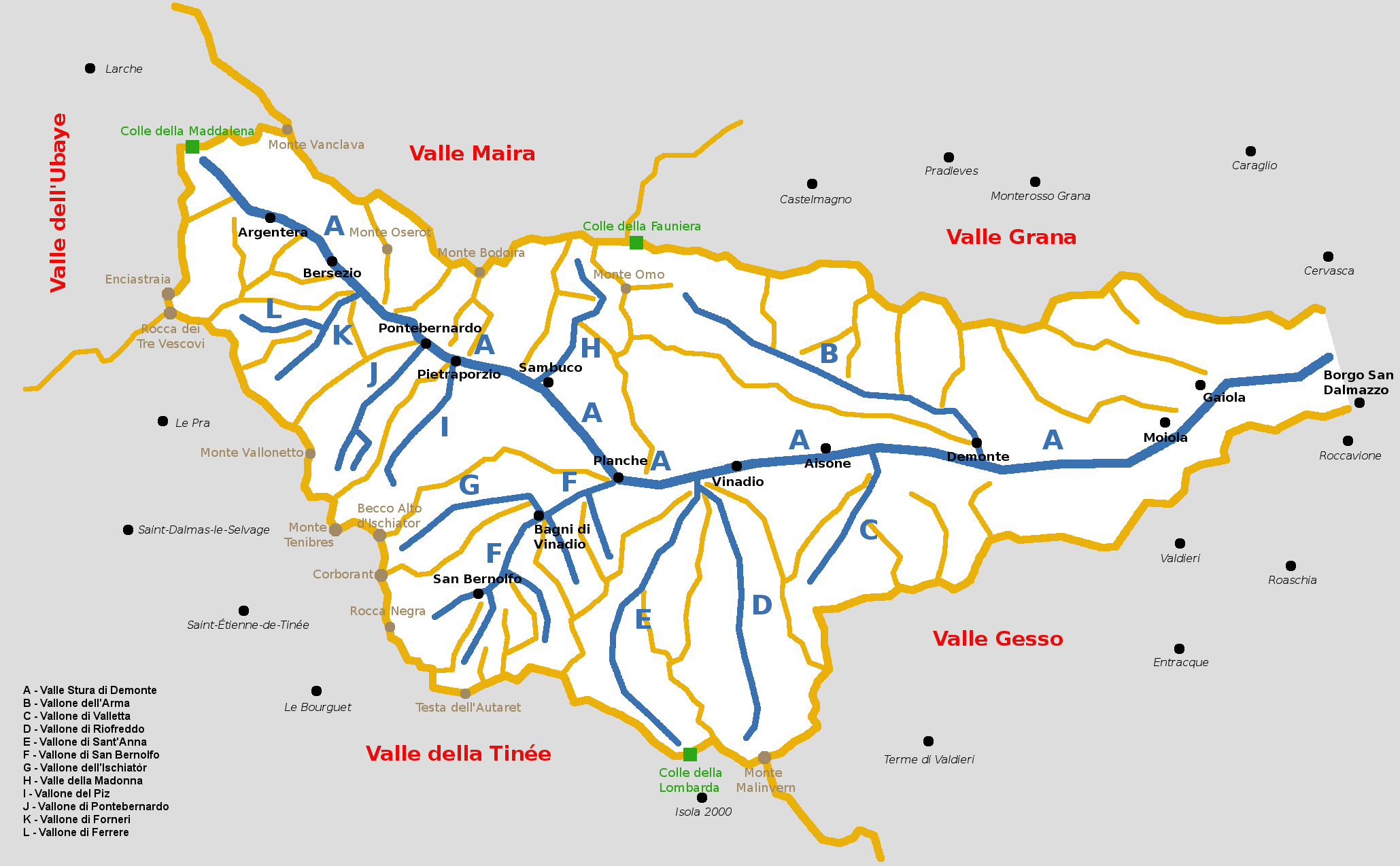
Schema morfologico della valle Stura

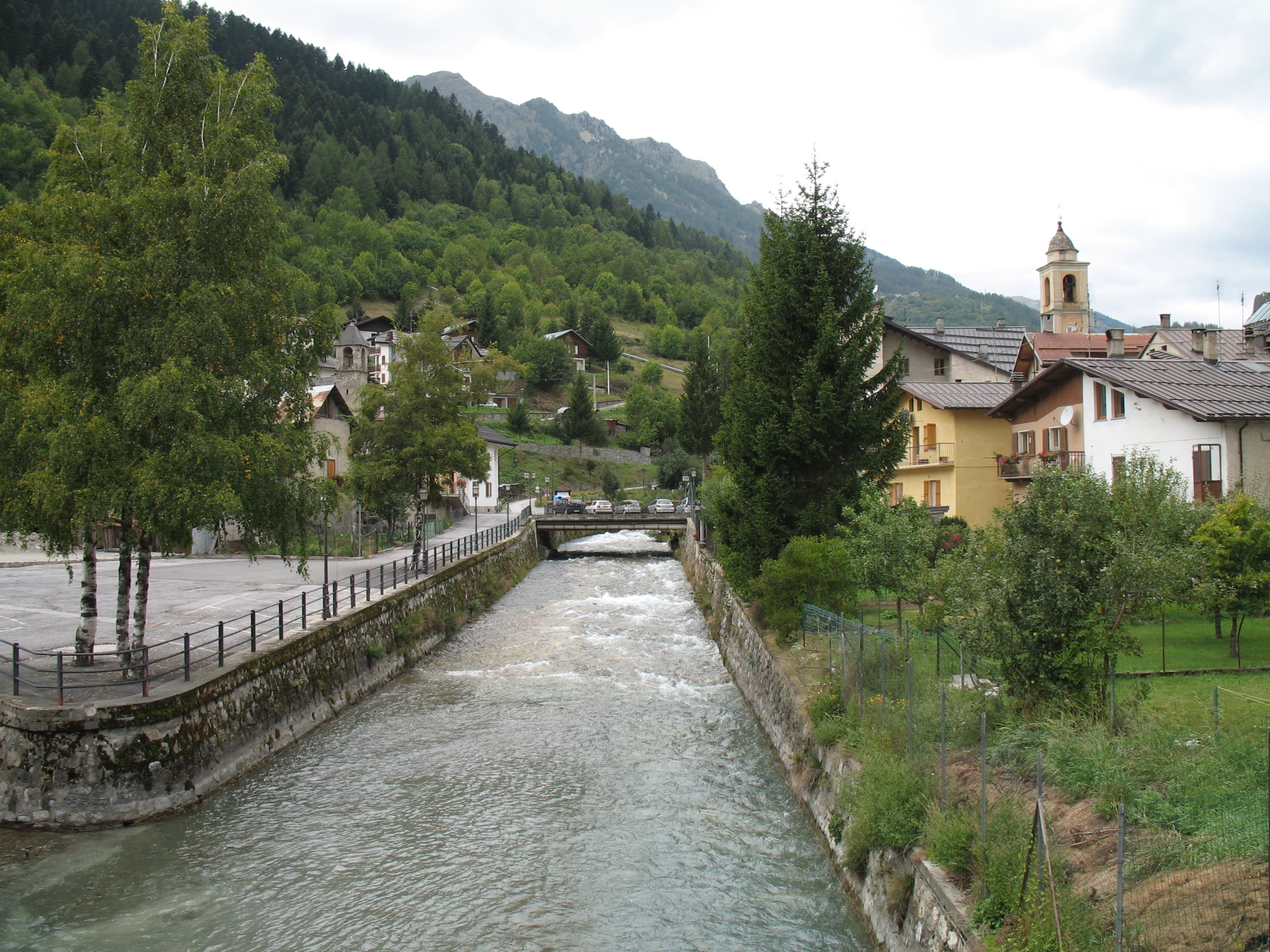
Stura di Demonte da Pietraporzio

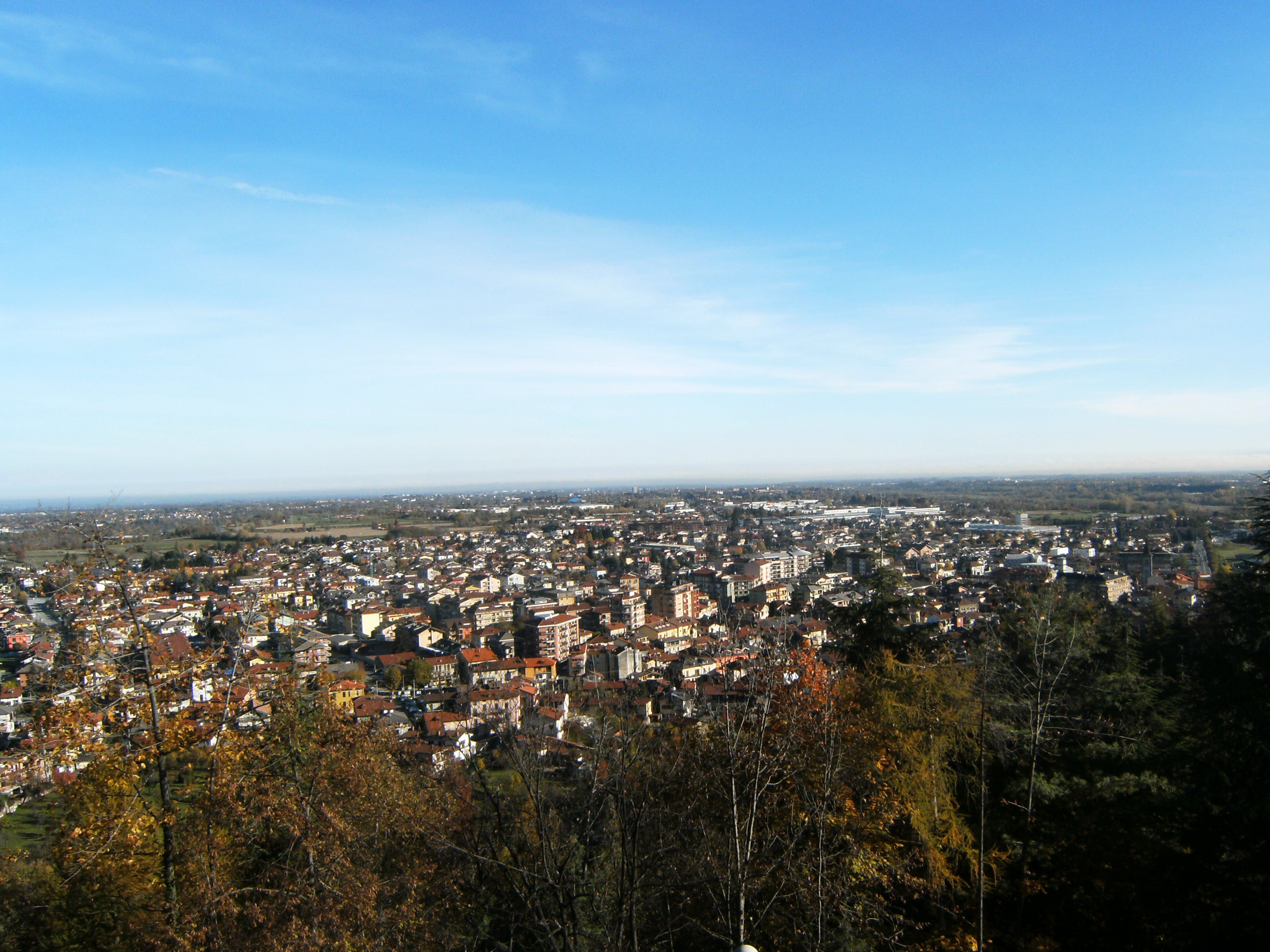
Borgo San Dalmazzo, ai piedi della valle

La valle si sviluppa per circa 50 km, dallo sbocco in pianura di Borgo San Dalmazzo fino al colle della Maddalena. Il fondovalle principale risale da Borgo San Dalmazzo in direzione ovest fino alla frazione Pianche del comune di Vinadio; qui, in corrispondenza con la diramazione di un vallone laterale in destra orografica, il fondovalle principale piega verso nord-ovest, e mantiene questa direzione, con alcune trascurabili oscillazioni, fino al colle della Maddalena, dove termina.
Dalla valle principale si diramano diversi valloni laterali, di diverse dimensioni. Particolarmente significativi sono quelli in destra orografica, che raggiungono dimensioni anche notevoli. I principali, da monte a valle, sono:
- il vallone del Puriac, che si dirama verso sud-ovest dalla frazione Grange 1 km a monte di Argentera
- il vallone di Forneris, che si dirama verso sud-ovest tra Bersezio e Pontebernardo; a sua volta, dirama in sinistra orografica (ovest) il vallone di Ferrere
- il vallone di Pontebernardo, che ha origine appunto dalla frazione Pontebernardo di Pietraporzio e si sviluppa in direzione sud-ovest
- il vallone del Piz, che da Pietraporzio si sviluppa in direzione sud-ovest
- il vallone di San Bernolfo, che ha origine dalla frazione Pianche di Vinadio. Questo vallone si sviluppa dapprima in direzione ovest-sud-ovest, con alcune diramazioni secondarie fino alla località Bagni di Vinadio, dove si biforca. Il vallone principale prosegue in direzione sud-ovest, diramandosi più volte in valloni laterali secondari. In questa porzione del vallone si trova la frazione di San Bernolfo, che dà il nome alla valle. In sinistra orografica dai Bagni di Vinadio ha invece origine il vallone dell'Ischiator, che risale dapprima in direzione ovest, poi in direzione sud-ovest, portandosi ai piedi del Becco Alto d'Ischiator e di cima Corborant
- il vallone d'Orgials, che da Vinadio si sviluppa in direzione sud-ovest fino all'altezza del santuario di Sant'Anna di Vinadio; qui piega in direzione sud-est e raggiunge il colle della Lombarda, valico carrozzabile verso la francese valle della Tinea
- il vallone di Riofreddo, che sempre da Vinadio si sviluppa dapprima in direzione sud-est, poi in direzione sud, raggiungendo le falde del monte Malinvern
- il vallone di Valletta, che ha origine a metà strada tra Vinadio ed Aisone e risale in direzione sud-ovest verso la rocca della Paur

In sinistra orografica vi sono meno diramazioni:
- la valle della Madonna, vallone secondario che dall'abitato di Sambuco risale dapprima in direzione nord-est, poi con alcune svolte, passando sotto il monte Omo
- il vallone dell'Arma, che si dirama dall'abitato di Demonte in direzione nord-ovest, risalendo rettilineo verso la zona del colle del Mulo, del colle Valcavera e del colle Fauniera o colle dei Morti

La morfologia generale della zona che circonda la valle Stura di Demonte è piuttosto complessa, il che fa sì che la valle confini con cinque altre valli:
- la valle Gesso nel tratto in orografica destra che va da Borgo San Dalmazzo al monte Malinvern
- la francese valle della Tinea nel tratto dal monte Malinvern alla rocca dei Tre Vescovi
- la francese valle dell'Ubaye in corrispondenza della testata, tra la rocca dei Tre Vescovi ed il monte Vanclava
- la valle Maira in sinistra orografica, nel tratto compreso tra il monte Vanclava e le creste sovrastanti il colle Fauniera ed il colle Valcavera
- la valle Grana da queste ultime creste fino allo sbocco a valle

### Orografia

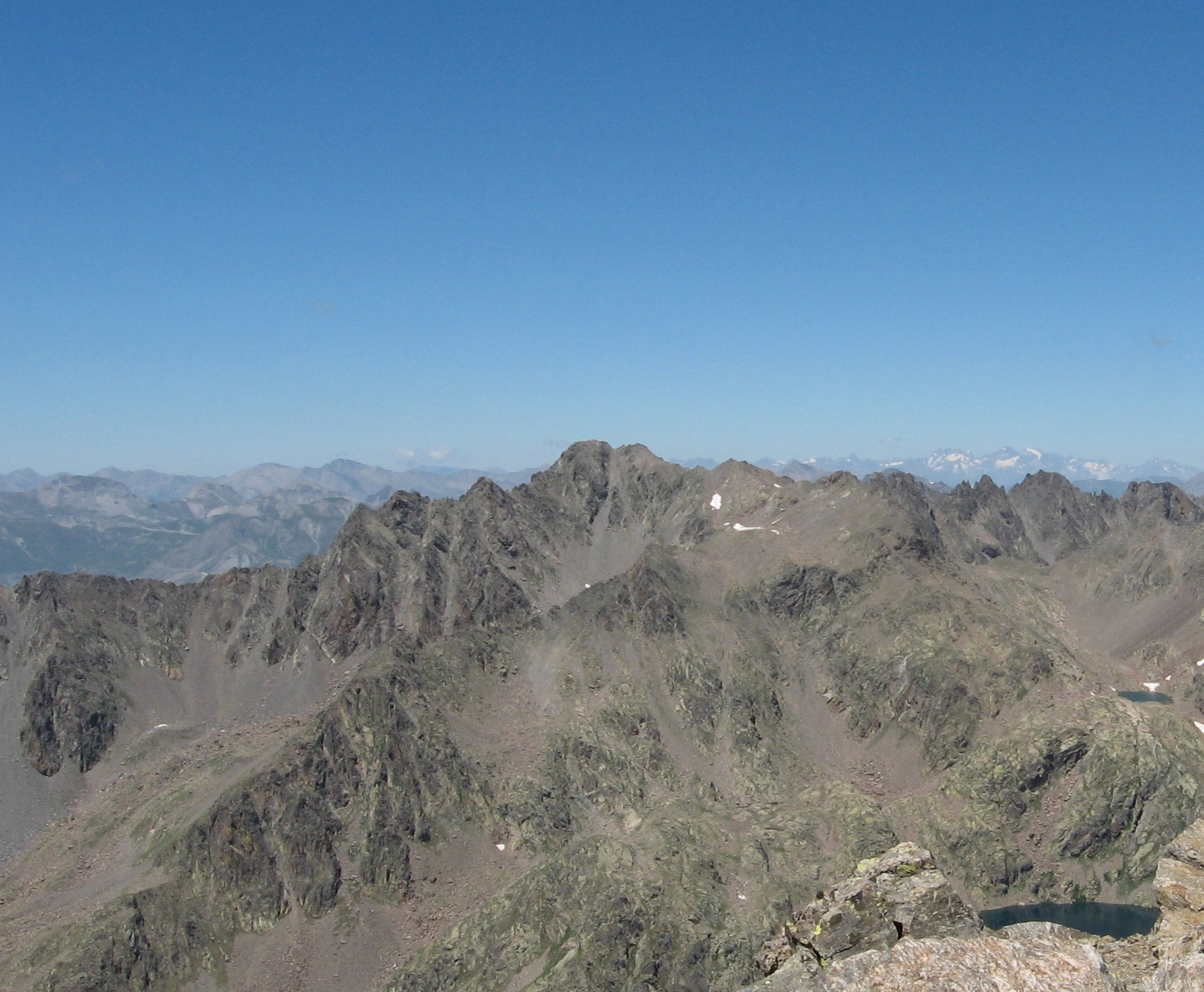
Monte Tenibres

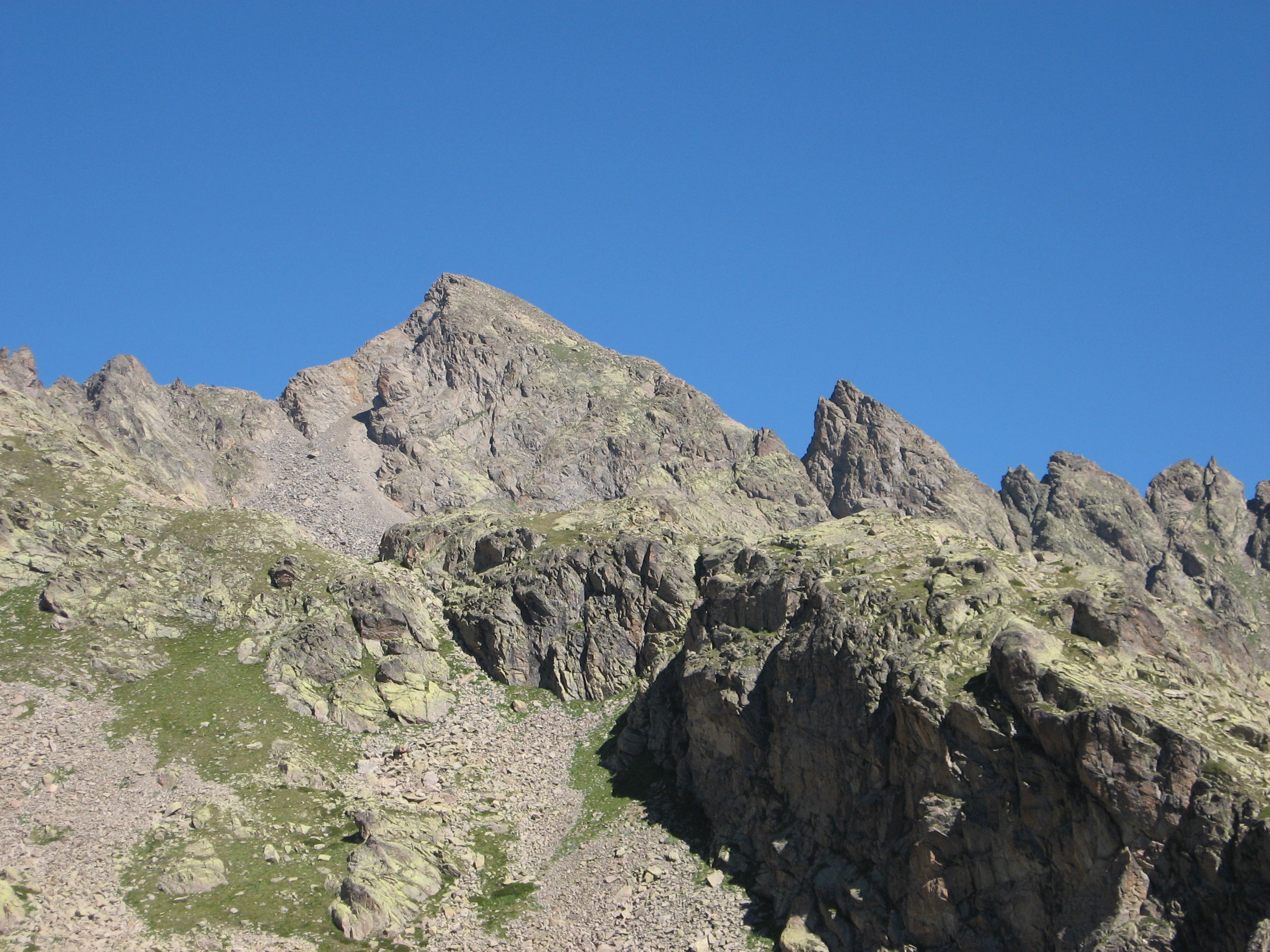
Cima di Corborant

La valle è delimitata da due creste montuose principali, che la separano dalle valli limitrofe. In destra orografica, la divisione segue la cresta spartiacque tra Italia e Francia fino al monte Malinvern; da qui, il confine della valle si sposta sulla cresta secondaria che dal Malinvern scende verso nord-est fino allo sbocco a valle a Borgo San Dalmazzo.
In sinistra orografica, il limite della valle segue lo spartiacque principale per pochi chilometri, dal colle della Maddalena al monte Vanclava; da qui segue lo spartiacque secondario che la separa prima dalla valle Maira, poi dalla valle Grana.
Le vette principali sono:
- Monte Tenibres - 3.031 m
- Cima di Corborant - 3.010 m
- Becco Alto d'Ischiator - 2.996 m
- Testa dell'Ubac - 2.991 m
- Enciastraia - 2.955 m
- Monte Vallonetto - 2.951 m
- Monte Malinvern - 2.939 m
- Monte Vanclava - 2.874 m
- Rocca dei Tre Vescovi - 2.867 m
- il Bric - 2.864 m
- Monte Oserot - 2.861 m
- Monte Scaletta - 2.840 m
- Cima delle Lose - 2.813 m

### Valichi
- Carrozzabili:

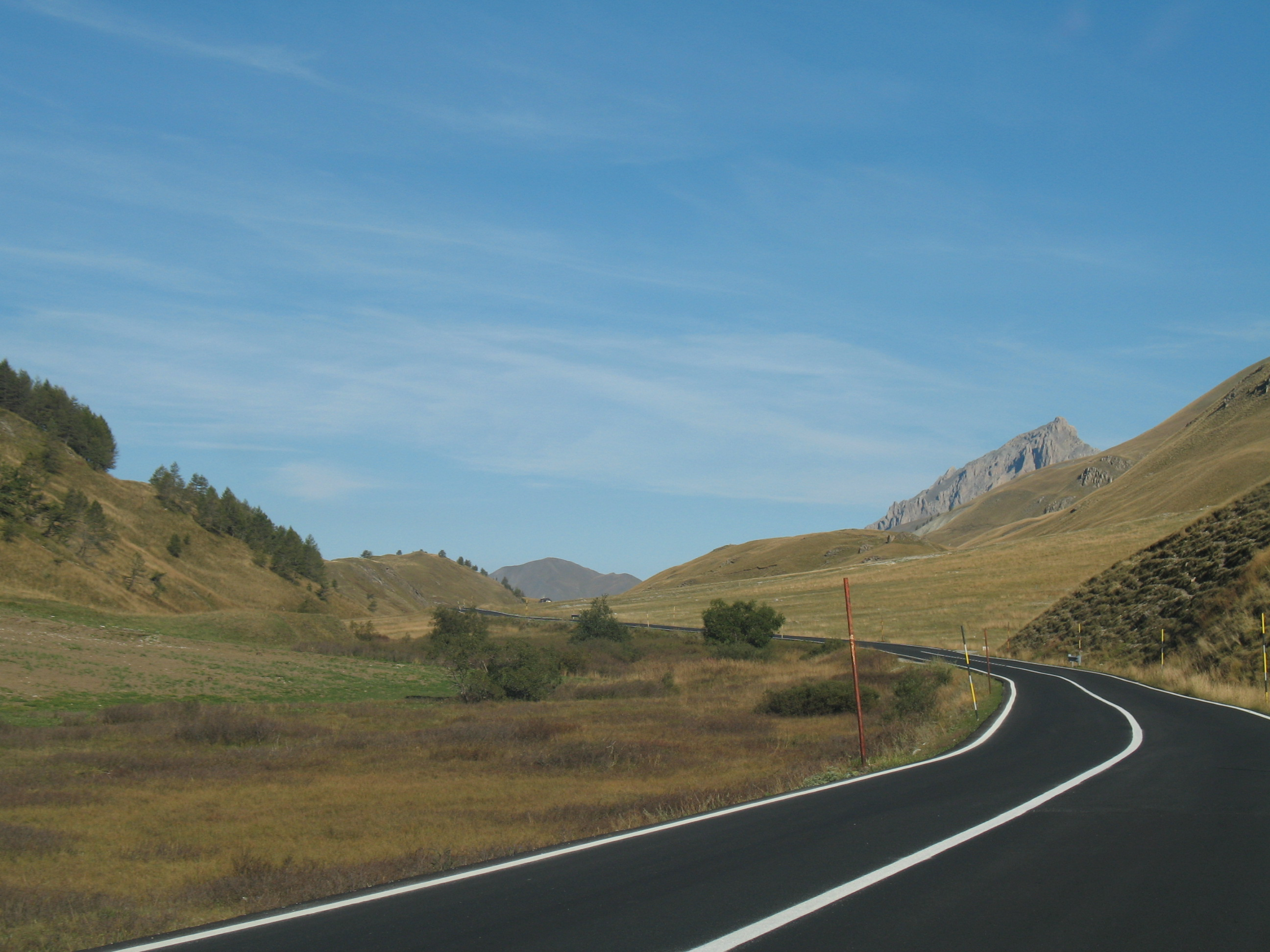
Colle della Maddalena

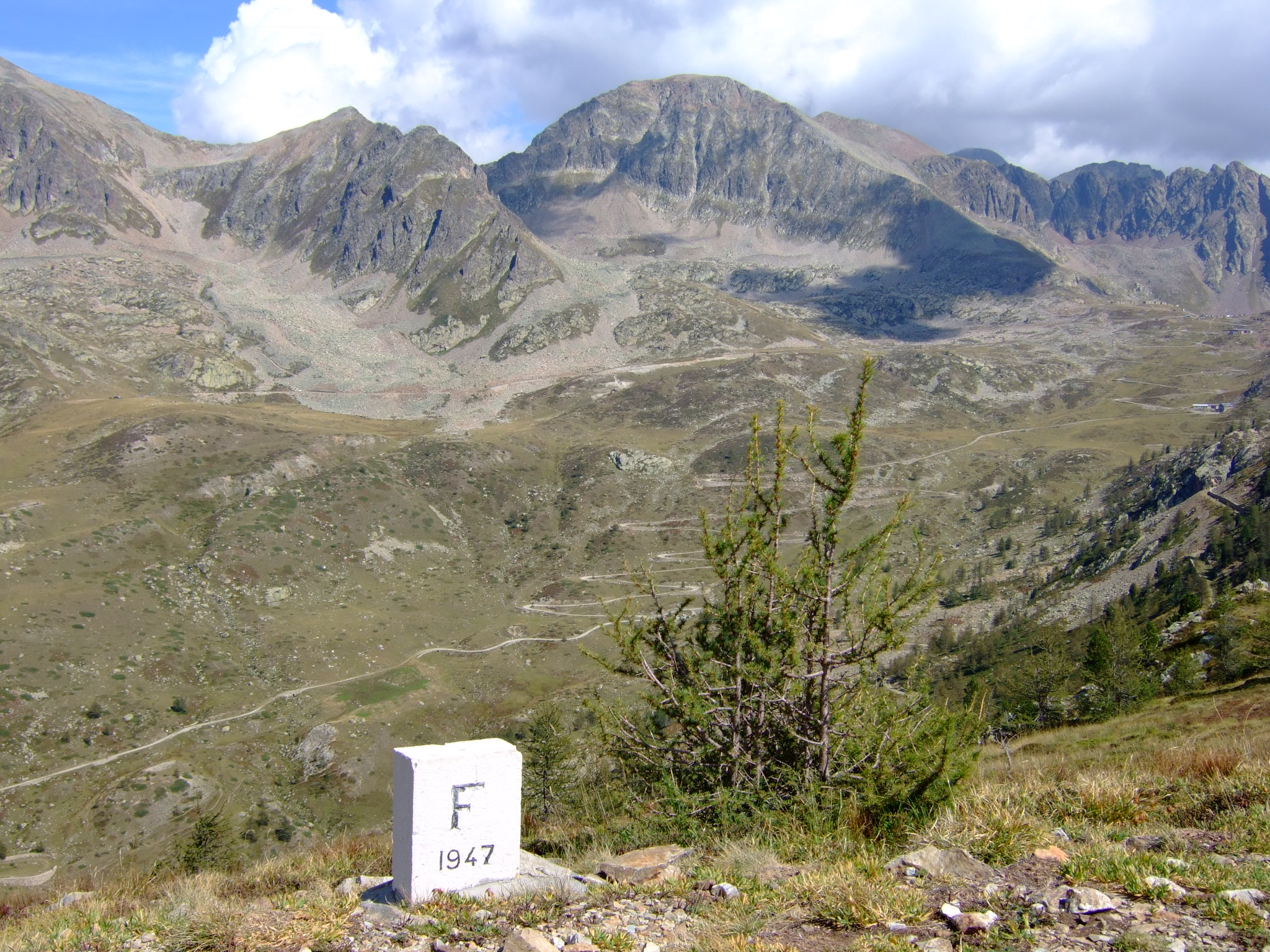
Colle della Lombarda

  - colle della Lombarda verso la valle della Tinea
  - colle della Maddalena verso la valle dell'Ubaye
  - colle Fauniera verso la valle Grana
  - valico di Madonna del Colletto (valdieri) verso la valle Gesso

- Non carrozzabili, esterni:
  - colletto di Valscura verso la valle Gesso
  - colle del Ferro tra vallone di Forneris e valle della Tinea
  - colle del Puriac tra il vallone del Puriac e valle della Tinea
  - colle della Scaletta epasso di Rocca Brancia verso la valle Maira
  - passo Oserot verso la valle Maira
  - colle dell'Ortica o Ortiga verso la valle Grana
  - colle dell'Arpione verso la valle Gesso

- Non carrozzabili, interni:
  - colle dei Morti tra vallone di Sant'Anna e vallone di Riofreddo
  - passo Tesina e passo di Bravaria tra vallone di San Bernolfo e vallone di Sant'Anna
  - passo di Laroussa tra vallone dell'Ischiator e vallone di San Bernolfo
  - passo di Rostagno tra vallone del Piz e vallone dell'Ischiator
  - passo sottano di Scolettas tra vallone di Pontebernardo e vallone del Piz
  - colle di Stau tra vallone di Forneris e vallone di Pontebernardo

## Storia
Abitata in epoca preromana dai Liguri Montani, la valle Stura fu conquistata dai Romani in epoca augustea, ed aggregata al municipium di Pedona. Già allora la valle aveva notevole importanza per via dei suoi valichi che garantivano un facile transito verso l'altro lato delle Alpi.
Dal V secolo la valle subì le invasioni barbariche, poi nei secoli IX e X vi furono le invasioni dei Saraceni. 
Dall'XI secolo cominciano ad aversi notizie più precise sulla valle e sui Comuni che la compongono. Nel 998, la valle fu data in feudo al vescovo di Torino, sotto il cui controllo rimase fino al 1150 circa. Per tutto il XII secolo la valle fu sotto il dominio del Marchesato di Saluzzo; nel XIII secolo la valle subì la spinta espansionistica del comune di Cuneo, legato agli Angiò, che infine si impossessarono di tutta la valle da Aisone al colle della Maddalena, e la unirono alla Provenza nel 1259.
Nei secoli successivi, i Savoia tentarono a più riprese di impadronirsi della valle. Nel 1388, il loro dominio si estese fino al comune di Sambuco.. Nel frattempo, con l'annessione della Provenza al regno di Francia, il resto della valle passò sotto il dominio della corona francese. Nel 1588 i Savoia riuscirono finalmente ad entrare in possesso dell'intera vallata fino al colle della Maddalena; l'ultimo territorio a cadere sotto la spinta savoiarda fu quello che raccoglieva gli attuali comuni di Roccasparvera, Moiola, Gaiola e Demonte. Sotto il dominio savoiardo la valle vide passare numerose guerre. Particolarmente significativi furono i passaggi di truppe durante la guerra di successione austriaca, e le campagne napoleoniche.

### Fortificazioni
La facile comunicazione tra i due versanti delle Alpi ha da sempre conferito alla valle Stura una notevole importanza strategica; di conseguenza, la valle fu spesso teatro della costruzione di opere di fortificazione militare, volte ad arginare un'eventuale avanzata nemica. Dall'epoca medioevale sono rimasti i ruderi del castello di Roccasparvera; il castello fu costruito verso l'XI secolo, e fi più volte distrutto e ricostruito. Arrivò intatto fino al 1588, quando, dopo la conquista del comune da parte di Carlo Emanuele I di Savoia, il castello fu distrutto e non fu più ricostruito.
I Savoia infatti avevano interesse a difendere non più i singoli borghi, ma l'intera valle da eventuali invasioni dal versante francese. A tale scopo, nel 1590 fu realizzato il forte della Consolata a Demonte. Modernizzato nel XVII secolo, il forte non fu praticamente mai impegnato in operazioni belliche. L'organizzazione della difesa contava molto sulla difesa naturale costituita dalla gola delle Barricate, poco a monte dell'abitato di Pietraporzio, che veniva ritenuta inespugnabile. L'esercito franco-spagnolo riuscì però ad aggirare la gola per passaggi più impervi, arrivando a chiudere il forte a tenaglia sui due lati; a questo punto i difensori si ritirarono verso Cuneo, e l'avanzata franco-spagnola poté proseguire.. Dopo il ritiro delle truppe franco-spagnole, il forte fu restaurato. Dopo l'armistizio di Cherasco del 1796, il forte fu demolito per ordine di Napoleone Bonaparte.
Dopo la Restaurazione, i Savoia ripristinarono l'intera cintura difensiva verso la Francia, tra cui le fortificazioni in valle Stura. Nel 1834 Carlo Alberto di Savoia la costruzione del forte di Vinadio, che fu completata nel 1847. La fortezza, costruita secondo la tipica struttura della fortezza di sbarramento ottocentesca, era costituita da tre blocchi difensivi principali; la sua costruzione comportò la distruzione di parte dell'abitato storico di Vinadio. Tra il 1875 ed il 1886 la linea difensiva fu integrata da due batterie di artiglieria distaccate, la batteria Neghino e le opere difensive della Serziera. Il forte non fu mai impegnato in azioni belliche, e nel 1959 fu dismesso dal Demanio.
Nel XX secolo la valle Stura fu ulteriormente fortificata con opere del Vallo Alpino del Littorio. Tra il 1924 e gli anni trenta la zona della gola delle Barricate fu fortificata con una serie di opere in caverna appartenenti alla tipologia delle opere 200, armate con mitragliatrici e cannoncini anticarro. All'inizio degli anni quaranta fortificazioni di retrovia di tipo opera 15000 furono realizzate nel comune di Moiola (sbarramento di Moiola). Costituito da opere in caverna che avrebbero dovuto essere armate con mitragliatrici e cannoncini anticarro, queste opere rimasero incompiute a causa del volgere degli eventi bellici. Un ulteriore sbarramento fu realizzato a partire dagli anni venti in comune di Sambuco, dove ad opere di tipo opera 200 si affiancarono caserme a cielo aperto; durante la seconda guerra mondiale questo insediamento fu utilizzato come comando dell'esercito, e giunse ad ospitare 2500 uomini.

## Cultura

### Lingua
La valle Stura di Demonte fa parte delle valli occitane del Piemonte. La comunità montana ha sempre avuto un particolare interesse per la salvaguardia della lingua e delle tradizioni occitane.

### Musei

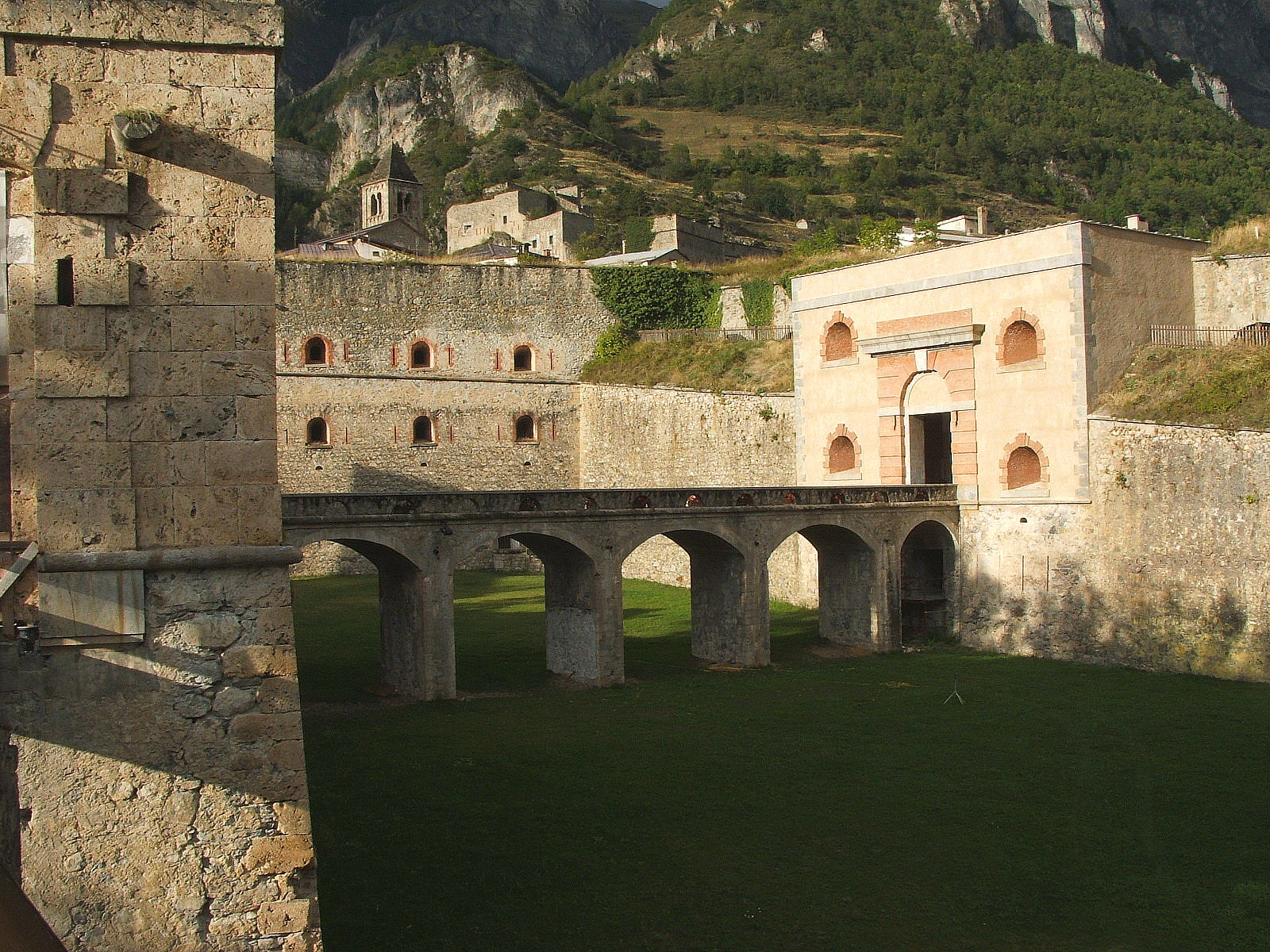
Forte di Vinadio

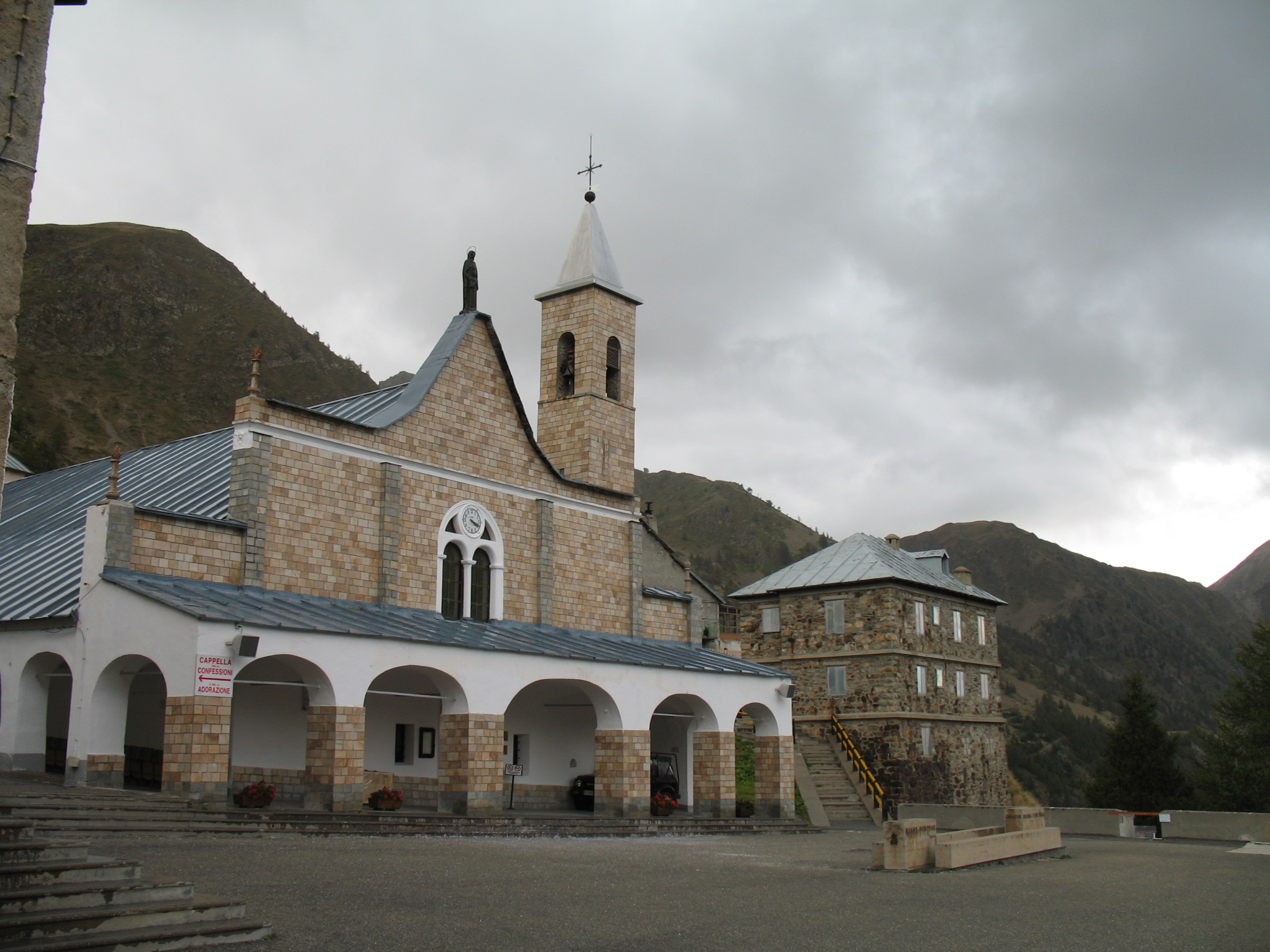
Santuario di Sant'anna di Vinadio

La valle offre diverse iniziative museali, volte soprattutto a conservare e tramandare le caratteristiche storiche e culturali delle sue popolazioni. Il Centro di Documentazione Valle Stura, attivo a Sambuco dal 1988, si occupa principalmente di raccogliere documentazione sulla valle, nonché di organizzare iniziative volte a propagare le informazioni raccolte: conferenze, corsi di danza e musica tradizionali, mostre.
L'Ecomuseo della pastorizia, situato in frazione Pontebernardo in comune di Pietraporzio, è un "museo attivo", che alle normali sale espositive affianca un piccolo caseificio ed il centro di selezione arieti del consorzio L'Escaroun. L'attività pastorale non viene quindi solo rappresentata da reperti storici, ma mostrata proprio nel suo svolgersi quotidiano. A Valloriate sorge il museo del castagno. Sviluppato in collaborazione con la facoltà di Agraria dell'Università di Torino, il museo, attivo dal 2001, è incentrato sulla pianta del castagno e sulla castanicoltura, componenti essenziali dell'antica economia agricola della valle. Il Forte Albertino di Vinadio, da molti anni aperto alle visite guidate, dal 2007 ospita anche il museo multimediale Montagna in Movimento.
Un museo particolare è la Mizoun dal Countrabandìer ("casa del contrabbandiere" in lingua occitana) ad Argentera. Il museo è ospitato in una vecchia abitazione della borgata Ferriere, sottoposta a restauro conservativo; oltre agli oggetti della vita quotidiana, il museo espone oggetti e documenti relativi all'attività del contrabbando, spesso svolta in passato dagli abitanti della valle per aumentare le entrate familiari. Il museo espone reperti relativi sia ai contrabbandieri che alle forze dell'ordine che cercavano di impedire i traffici.

### Gastronomia
La cucina della valle Stura è una cucina tipica di montagna, con alcune peculiarità locali.
La principale caratteristica è l'utilizzo in cucina dell'agnello sambucano. La pecora sambucana è una razza originaria della valle Stura, di origine molto antica; vive ad una quota tra i 600 ed i 1.800 m, ed è allevata in provincia di Cuneo, in special modo in valle Stura di Demonte. Altri piatti tipici sono i bodi e aioli (patate con salsa all'aglio), la oula al fourn (zuppa di verdure cotta al forno in un apposito contenitore), le sebos abaouso (cipolle al forno con carne, formaggio, uova e verdure). Interessante anche l'uso di lumache e rane in cucina.

## Economia
L'economia della valle Stura in passato era basata essenzialmente sull'attività agricola (compresi allevamento e pastorizia). Questa economia tradizionale non si è persa, ed ancora oggi ha un notevole peso sull'economia locale. Di particolare interesse è l'allevamento della tipica pecora sambucana, originaria della valle. Altra realtà significativa dell'attività agricola moderna è il caseificio Valle Stura, nato a Demonte nel 1957. Questa attività, gestita da una cooperativa di oltre 1000 soci, lavora il latte di vacca piemontese conferito da 26 allevatori, mirando soprattutto a fornire un prodotto di elevata qualità.
Strettamente imparentate all'attività agricola sono le numerose iniziative museali dedicate alla conservazione delle antiche tradizioni, in particolare il museo del castagno di Valloriate e l'ecomuseo della pastorizia di Pietraporzio. Le risorse idriche della valle sono sfruttate da due centrali idroelettriche, una a Pietraporzio, l'altra a Vinadio. Notevole rilevanza per l'economia locale ha lo stabilimento di imbottigliamento dell’acqua minerale Sant'Anna, di proprietà della Fonti di Vinadio S.p.A.. Lo stabilimento è attivo dal 1997, ed ha una capacità produttiva di 7,5 milioni di bottiglie al giorno. La ditta impiega 70 dipendenti (di cui 15 in stabilimento), ed ha un fatturato dell'ordine dei 185 milioni di euro (dati 2009), il che ne fa una delle maggiori realtà italiane nel campo delle acque minerali.
Notevole importanza nell'economia moderna della valle riveste il turismo: l'offerta turistica spazia dagli sport invernali all'escursionismo, dall'alpinismo al soggiorno in centri termali, il tutto supportato da un'appropriata rete ricettiva.

### Turismo

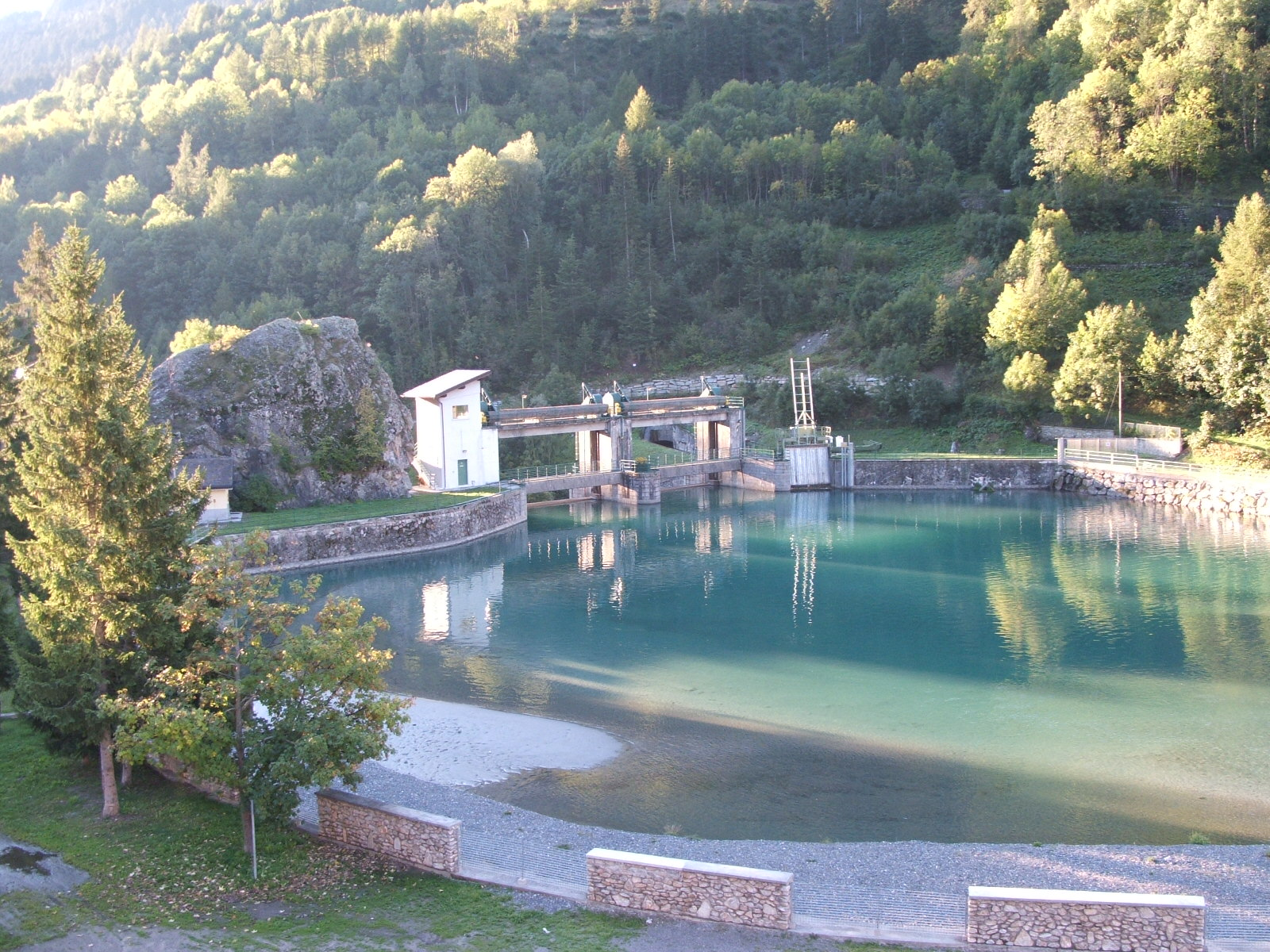
Il lago alle porte di Pietraporzio alimentato dal fiume Stura di Demonte

#### Turismo culturale
La valle offre numerosi musei dedicati alle tradizioni locali. È inoltre possibile visitare molte delle fortificazioni ed installazioni militari presenti, dal forte di Vinadio alle diverse opere del Vallo Alpino del Littorio. Le borgate (ad esempio Cornaletto e Baru) offrono notevoli esempi di architettura montana; di particolare interesse poi sono le locali pievi e cappelle, e soprattutto gli affreschi che le decorano. Ogni comune ha una sua propria festa patronale, spesso collegata ad una fiera, che fa rivivere fasti e memorie dell'epoca medievale.

#### Escursionismo ed alpinismo

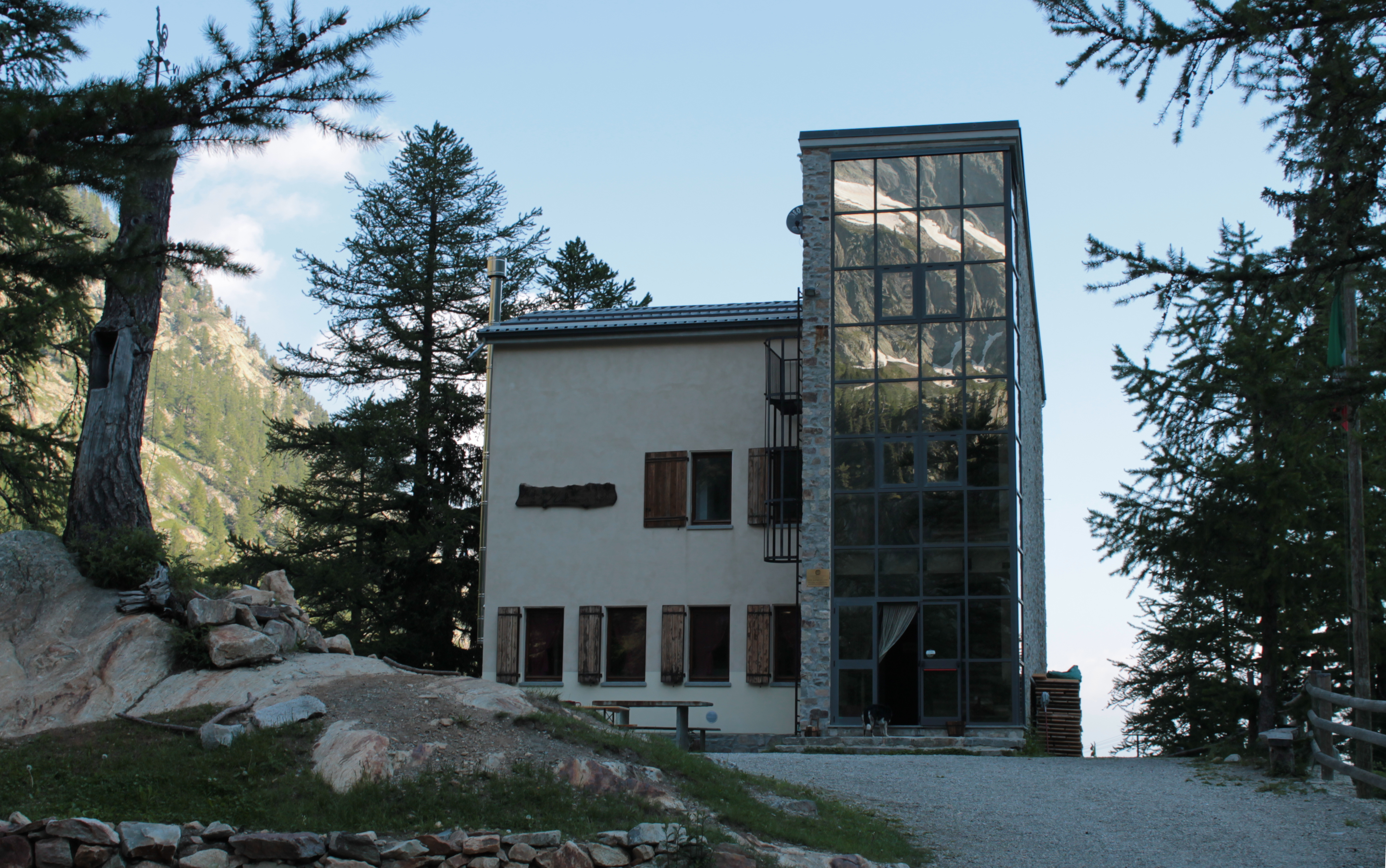
Rifugio Malinvern

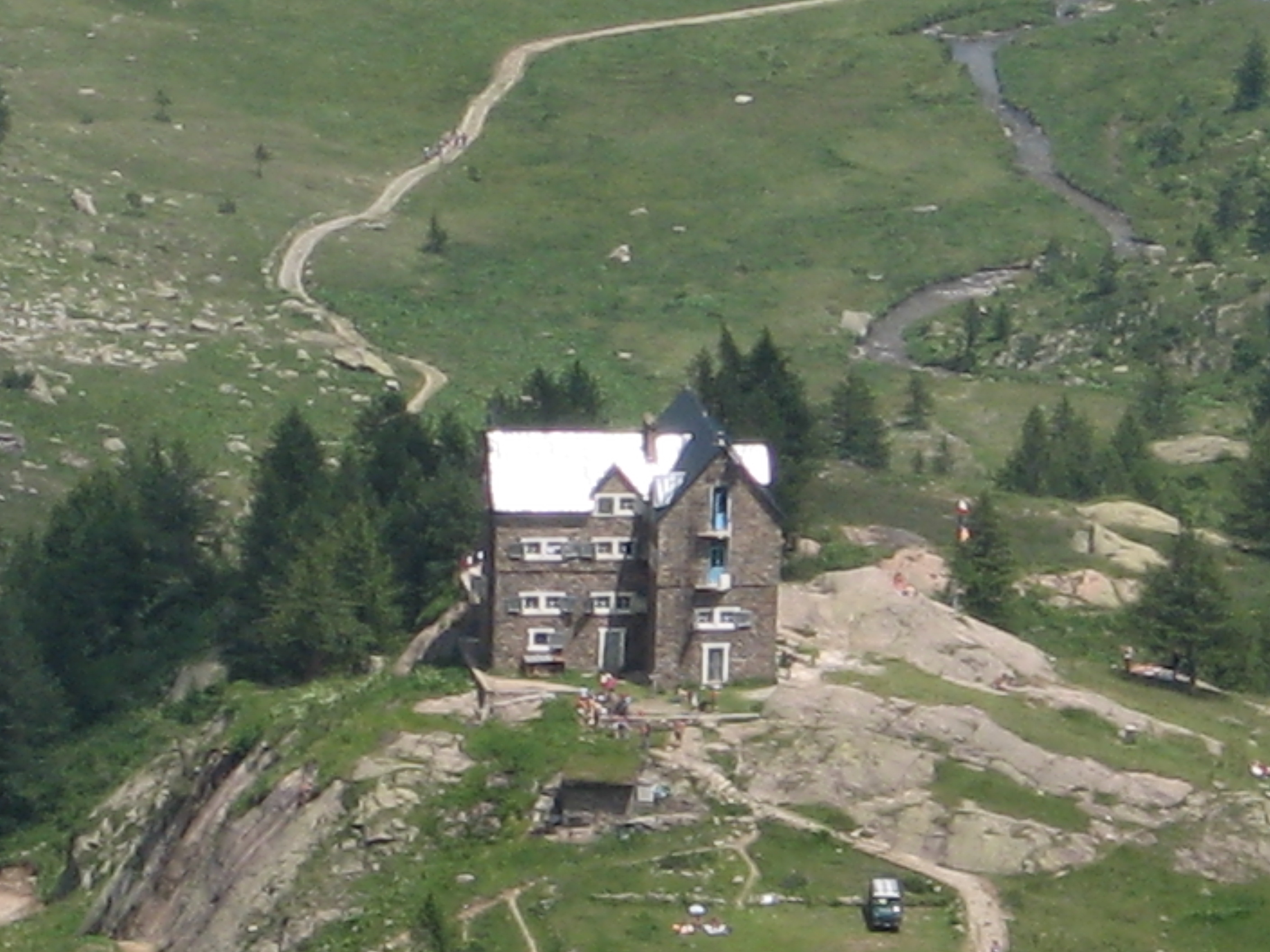
Rifugio Migliorero

Le montagne della valle Stura di Demonte offrono numerose potenzialità agli appassionati di alpinismo e di escursionismo. I primi possono trovare interessanti vie e pareti di roccia su quasi tutto il territorio. I secondi hanno a disposizione la fitta rete sentieristica della Provincia di Cuneo. Inoltre, la valle è percorsa dai tracciati della Grande Traversata delle Alpi e della Via Alpina.
Escursionisti ed alpinisti possono appoggiarsi a diversi rifugi:
- Rifugio Malinvern - 1.839 m
- Rifugio Migliorero
- Rifugio Becchi Rossi - 1.890 m
- Rifugio Zanotti
- Rifugio De Alexandris-Foches
- Rifugio Talarico

#### Sport invernali
La valle dispone di una stazione sciistica per la pratica dello sci alpino, situata in comune di Argentera. La stazione offre circa 30 km di piste ad una quota compresa tra 1600 e 2800 m.
Il punto forte dell'offerta sciistica della valle è però lo sci di fondo: sono infatti presenti in valle ben 5 centri attrezzati. Il primo, storicamente, è il centro fondo Scricciolo di Pietraporzio, nato alla fine degli anni ottanta grazie anche alla vasta eco dei successi internazionali della campionessa locale Stefania Belmondo. A questo prima struttura seguirono quelle del centro fondo Aisone-Vinadio, del centro fondo Festiona nella frazione omonima in comune di Demonte, del centro fondo Strepeis nella frazione omonima in comune di Vinadio (presso la frazione Bagni di Vinadio), e del centro sci nordico Argentera, nel comune omonimo, in prossimità degli impianti di risalita per lo sci alpino.

#### Terme

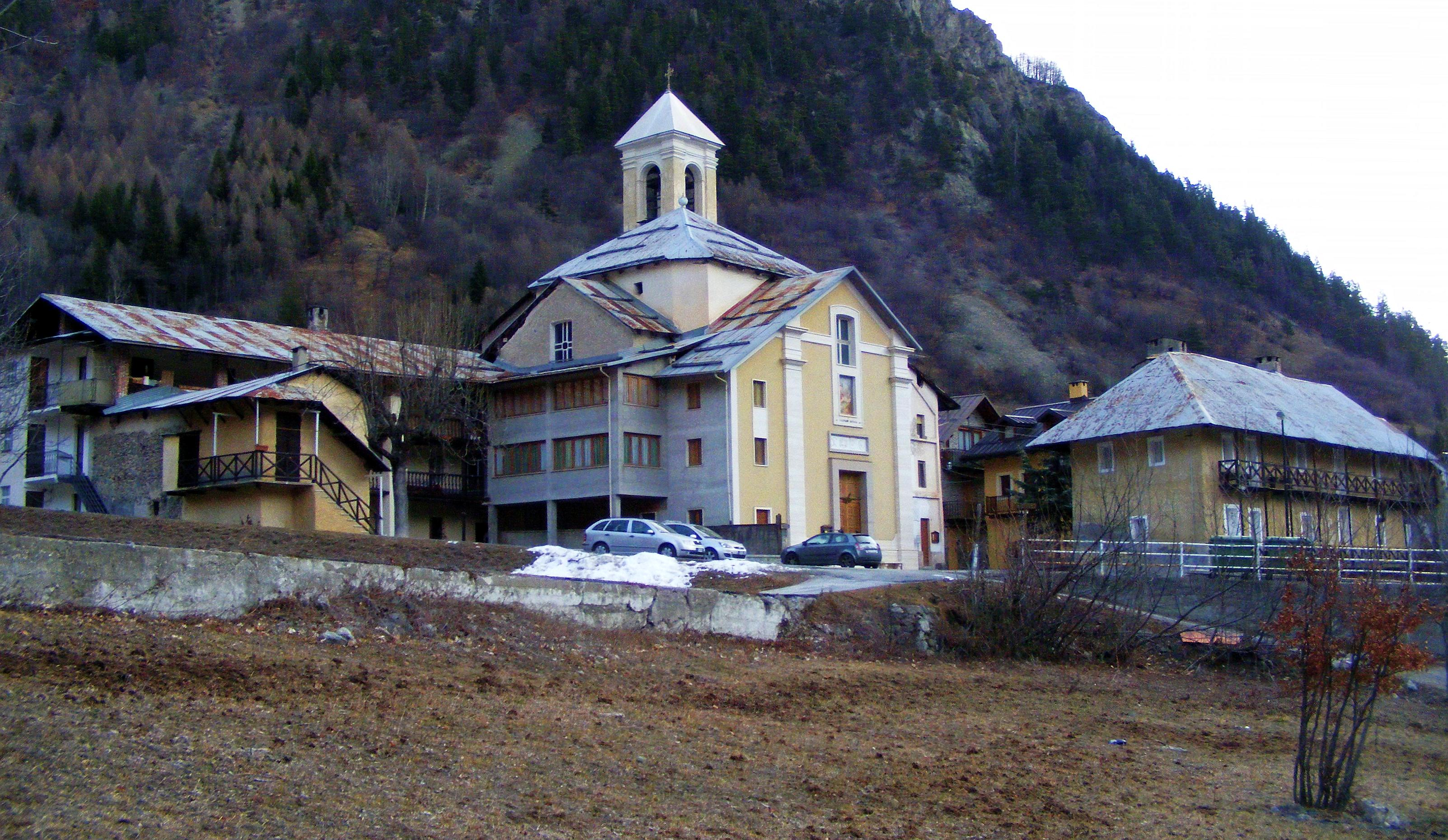
Bagni di Vinadio

In località Bagni di Vinadio sorge lo stabilimento termale delle Terme di Vinadio, conosciute già in epoca romana. L'acqua termale si riscalda ad una profondità di circa 3000 m, per poi sorgere in superficie ad una temperatura tale da riuscire a mantenere a 60 °C le grotte naturali presenti, e a 35-38 °C la piscina termale del centro. Le Terme, chiuse l'8 settembre 2013, sono in fase di ristrutturazione e risultano chiuse. offrono soggiorno in un grand hotel collegato allo stabilimento, cure termali e centro benessere.